# Bhargavi Rao

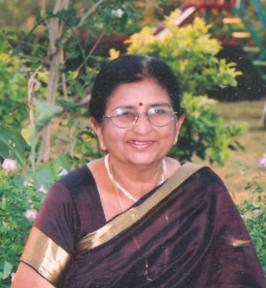
Bhargavi Prabhanjan Rao

Bhargavi Prabhanjan Rao (geb. 14. August 1944 in Ballary; gest. 23. Mai 2008 in Hyderabad), Preisträgerin der Sahitya Akademi, war eine außerordentliche Übersetzerin der Telugu-Literatur. Sie war an der Übersetzung verschiedener Werke des Autors und Dramatikers Girish Karnad beteiligt. Zu ihren bekanntesten Werken gehört Noorella Panta, eine Zusammenstellung von einhundert Kurzgeschichten von Schriftstellerinnen des 20. Jahrhunderts. Sie starb am 23. Mai 2008 an einem Herzinfarkt in Hyderabad.

## Literarische Werke
Zu ihren Veröffentlichungen in Telugu gehören Album und Needala Godalu (Gedichte), Gundelo thadi, Chukka Navvindi und NaaPeru (Kurzgeschichten), Abhisarika, Thoorpu Gaali (Romane), Pranava Ganga (Tanzballett) und Saugandhika (Monologe). Sie verfasste auch ein Kuchipudi-Tanzballett zusammen mit Varanasi Nagalakshmi Urvasi. Ihre Übersetzungen von Girish Karnads Kannada-Stücken sind unter anderem: Naagamandala, Hayavadana, Taladandam, Tughluq und Agni Varsham. Ihre anderen Übersetzungen sind Siri Sampenga und Kathaga Maarina Ammayi. Zu ihren Anthologien, außer Noorella Panta, gehören Mudra (Dichterinnen), Nooru Varahalu (Kurzgeschichten), Inkaanaa! Ikapai Saagadu (Dalit-Geschichten) und Aaha!Oho! (humorvolle Erzählung). Später wurden einige ihrer übersetzten Theaterstücke im Bundesstaat Andhra Pradesh weit anerkannt.
In Zusammenarbeit mit P. Jayalakshmi übersetzte sie im März 2003 das vollständige Gedicht Yudham Oka Gunde Kotha von Seela Subhadra Devis und veröffentlichte die englische Version War a Heart’s Ravage.
Zu ihren Veröffentlichungen in englischer Sprache gehören auch Pebbles on the Sea Shore (Kurzgeschichten), Hiccups (Gedichte), Meru Kanchana (Roman) und die mit T. Vijay Kumar herausgegebene Colours and Cadences: Poems from the Romantic Age. Rao hat zahlreiche Werke ins Englische übersetzt und weitere wissenschaftliche Werke veröffentlicht. Darüber hinaus war sie an einem literarischen E-Journal, Muse India, beteiligt und hat hierzu reichlich beigetragen. Ihr letztes Werk war Putra Kameshti, das den zweiten Platz in einem Wettbewerb des Swathi Magazine gewann.

## Auszeichnungen und Anerkennung
Ihre Übersetzung des Theaterstücks Taledanda, ursprünglich von Girish Karnads geschrieben, brachte ihr 1995 den Sahitya Akademi Award ein. Sie ist außerdem Empfängerin des PS Telugu University Award (1999), des Sakhya Sahiti Award (2000) und des Grihalakshmi Award (2001).